# It Never Rains in Southern California
It Never Rains in Southern California è un brano musicale scritto dal cantautore e produttore britannico Albert Hammond e dal cantautore britannico Mike Hazlewood e pubblicato come singolo discografico da Hammond nel 1972.

## Tracce
- 7"

1. It Never Rains in Southern California
2. Anyone Here in the Audience